# Saco da Velha
Saco da Velha é uma praia localizada no município de Paraty.

## Características
Situada na Baia da Preguiça, próximo também ao saco do Mamanguá e à baia de Paraty-Mirim. Apesar de não se tratar de uma ilha, não há estradas que levam a essa praia. Passeios de barcos saem diariamente do cais turístico de Paraty ou, mediante contratação de um barqueiro, também da praia de Paraty-Mirim. No canto esquerdo (de quem olha o mar da praia) há uma gruta de fácil acesso. A praia apresenta águas calmas e cristalinas, proporcionando condições seguras ao nado e mergulho.